# Али Габр
Али Габр (араб. علي جبر‎, рожд. 10 января 1987, Исмаилия, Египет) — египетский футболист, защитник клуба «Пирамидз» и национальной сборной Египта.

## Клубная карьера
Воспитанник футбольной школы клуба «Исмаили». Взрослую футбольную карьеру начал в 2009 году в основной команде того же клуба, в которой провёл три сезона, приняв участие лишь в 3 матчах чемпионата.
Своей игрой за эту команду привлёк внимание представителей тренерского штаба клуба «Аль-Иттихад» (Александрия), к составу которого присоединился в 2012 году. Отыграл за александрийскую команду следующие два сезона своей игровой карьеры.
В состав клуба «Замалек» присоединился в 2014 году.

## Выступления за сборную
В 2010 году привлекался в состав молодёжной сборной Египта. На молодёжном уровне сыграл в одном официальном матче.
В 2014 году дебютировал в официальных матчах в составе национальной сборной Египта. В составе сборной был участником Кубка африканских наций 2017 года в Габоне.

## Достижения
«Замалек»
- Чемпион Египта: 2014/15
- Обладатель Кубка Египта (2): 2015, 2016

Египет
- Серебряный призёр Кубка африканских наций: 2017